# Hygromycine B
L'hygromycine B est un antibiotique aminoside produit par la bactérie Streptomyces hygroscopicus. Cette molécule cible aussi bien les bactéries que les cellules eucaryotes (levures et cellules eucaryotes supérieures). Elle entraîne la mort des cellules en inhibant la biosynthèse des protéines.

## Historique
L'hygromycine B a été développée dans les années 1950, initialement pour une utilisation vétérinaire. Cet antibiotique est d'ailleurs toujours ajouté à la nourriture des porcs et des poulets en tant qu'agent anthelmintique (nom utilisé: Hygromix).
La bactérie Streptomyces hygroscopicus, responsable de la synthèse de l'hygromycine B, a été isolée en 1953 à partir d'échantillons de terre. Les gènes de résistance à cet antibiotique furent découverts au début des années 1980.

## Mode d'action
Comme tous les antibiotiques aminosides, l'hygromycine B entraîne la mort cellulaire en inhibant fortement la biosynthèse des protéines. Cette inhibition est due aux effets de l'hygromycine B sur la traduction des ARNs messagers. Cet antibiotique induit une lecture erronée des ARNm ce qui entraîne la synthèse de protéines anormales ou tronquées. L'hygromycine B affecte également la translocation ribosomique lors du processus de traduction, le ribosome se déplaçant d'un nombre anormal de bases (plus ou moins que les 3 bases nécessaires) .

## Résistance
Pour les articles homonymes, voir Hph.
L'enzyme Hph (hygromycine B phosphotransférase) est responsable de la résistance à l'hygromycine B. Cette enzyme induit la phosphorylation de l'hygromycine B qui perd alors tout effet biologique. Il existe deux gènes hph codant la Hph: le premier fut découvert chez Streptomyces hygroscopicus, la bactérie qui produit l'hygromycine B, et le second fut découvert dans des plasmides d'Escherichia coli et de Klebsiella pneumoniae .

## Utilisation en biologie
Comme l'ampicilline et la kanamycine, l'hygromycine B est utilisée par les chercheurs en biologie comme agent de sélection. Cet antibiotique permet en effet de sélectionner les bactéries transformées et les cellules eucaryotes transfectées avec un plasmide. Ce plasmide contient un gène d'intérêt et le gène hph. Si les cellules ont bien reçu le plasmide, elles expriment alors la Hph qui leur permet de survivre en présence de l'hygromycine B.